# صحف إبراهيم
صُحُفُ إبراهيم هي الرسائل السماوية التي تلقاها النبي إبراهيم، والتي ورد ذكرها في القرآن بهذا الاسم. نزلت صحف إبراهيم في أول ليلة من شهر رمضان. وهو صاحب الديانة الحنيفية، بعد أن اتخذه الله خليلا وأنزل عليه هذه الصحف وأمره فيها أن يبلغ دعوة دين الله للناس فانتقل من العراق إلى الشام ثم إلى مصر والحجاز. وهو الذي سمى أمة محمد بن عبد الله بالمسلمين. ولم يؤمن له من قومه غير ابن أخيه لوط.

## في القرآن
ذكرت في القرآن في عدة مواضع، منها المجمل، ومنها المبيَّن:
أما المواضع المجملة فهي:
- ﴿قُولُوا آمَنَّا بِاللَّهِ وَمَا أُنْزِلَ إِلَيْنَا وَمَا أُنْزِلَ إِلَى إِبْرَاهِيمَ وَإِسْمَاعِيلَ وَإِسْحَاقَ وَيَعْقُوبَ وَالْأَسْبَاطِ وَمَا أُوتِيَ مُوسَى وَعِيسَى وَمَا أُوتِيَ النَّبِيُّونَ مِنْ رَبِّهِمْ لَا نُفَرِّقُ بَيْنَ أَحَدٍ مِنْهُمْ وَنَحْنُ لَهُ مُسْلِمُونَ ۝١٣٦﴾ [البقرة:136]
- ﴿وَقَالُوا لَوْلَا يَأْتِينَا بِآيَةٍ مِنْ رَبِّهِ أَوَلَمْ تَأْتِهِمْ بَيِّنَةُ مَا فِي الصُّحُفِ الْأُولَى ۝١٣٣﴾ [طه:133]
- ﴿قُلْ آمَنَّا بِاللَّهِ وَمَا أُنْزِلَ عَلَيْنَا وَمَا أُنْزِلَ عَلَى إِبْرَاهِيمَ وَإِسْمَاعِيلَ وَإِسْحَاقَ وَيَعْقُوبَ وَالْأَسْبَاطِ وَمَا أُوتِيَ مُوسَى وَعِيسَى وَالنَّبِيُّونَ مِنْ رَبِّهِمْ لَا نُفَرِّقُ بَيْنَ أَحَدٍ مِنْهُمْ وَنَحْنُ لَهُ مُسْلِمُونَ ۝٨٤﴾ [آل عمران:84]

وأما المبيَّن:
- ﴿إِنَّ هَذَا لَفِي الصُّحُفِ الْأُولَى ۝١٨ صُحُفِ إِبْرَاهِيمَ وَمُوسَى ۝١٩﴾ [الأعلى:18-19]
- ﴿أَمْ لَمْ يُنَبَّأْ بِمَا فِي صُحُفِ مُوسَى ۝٣٦ وَإِبْرَاهِيمَ الَّذِي وَفَّى ۝٣٧﴾ [النجم:36-37]

## محتويات صحف إبراهيم
قد بين الله في القرآن بعض ما جاء في صحف إبراهيم، فيقول الله في سورة النجم:
﴿أَمْ لَمْ يُنَبَّأْ بِمَا فِي صُحُفِ مُوسَى ۝٣٦ وَإِبْرَاهِيمَ الَّذِي وَفَّى ۝٣٧ أَلَّا تَزِرُ وَازِرَةٌ وِزْرَ أُخْرَى ۝٣٨ وَأَنْ لَيْسَ لِلْإِنْسَانِ إِلَّا مَا سَعَى ۝٣٩ وَأَنَّ سَعْيَهُ سَوْفَ يُرَى ۝٤٠ ثُمَّ يُجْزَاهُ الْجَزَاءَ الْأَوْفَى ۝٤١ وَأَنَّ إِلَى رَبِّكَ الْمُنْتَهَى ۝٤٢ وَأَنَّهُ هُوَ أَضْحَكَ وَأَبْكَى ۝٤٣ وَأَنَّهُ هُوَ أَمَاتَ وَأَحْيَا ۝٤٤ وَأَنَّهُ خَلَقَ الزَّوْجَيْنِ الذَّكَرَ وَالْأُنْثَى ۝٤٥ مِنْ نُطْفَةٍ إِذَا تُمْنَى ۝٤٦ وَأَنَّ عَلَيْهِ النَّشْأَةَ الْأُخْرَى ۝٤٧ وَأَنَّهُ هُوَ أَغْنَى وَأَقْنَى ۝٤٨ وَأَنَّهُ هُوَ رَبُّ الشِّعْرَى ۝٤٩ وَأَنَّهُ أَهْلَكَ عَادًا الْأُولَى ۝٥٠ وَثَمُودَ فَمَا أَبْقَى ۝٥١ وَقَوْمَ نُوحٍ مِنْ قَبْلُ إِنَّهُمْ كَانُوا هُمْ أَظْلَمَ وَأَطْغَى ۝٥٢ وَالْمُؤْتَفِكَةَ أَهْوَى ۝٥٣ فَغَشَّاهَا مَا غَشَّى ۝٥٤﴾ [النجم:36-54]
وفي سورة الأعلى:
﴿قَدْ أَفْلَحَ مَنْ تَزَكَّى ۝١٤ وَذَكَرَ اسْمَ رَبِّهِ فَصَلَّى ۝١٥ بَلْ تُؤْثِرُونَ الْحَيَاةَ الدُّنْيَا ۝١٦ وَالْآخِرَةُ خَيْرٌ وَأَبْقَى ۝١٧ إِنَّ هَذَا لَفِي الصُّحُفِ الْأُولَى ۝١٨ صُحُفِ إِبْرَاهِيمَ وَمُوسَى ۝١٩﴾ [الأعلى:14-19]
وقد وقع في بعض الأحاديث الضعيفة، وبعض الآثار عن التابعين نقولٌ عن صحف إبراهيم، يغلب على الظن أنها منقولة عن الإسرائيليات، فمثلًا يقول داود بن هلال النصيبي: «مكتوب في صحف إبراهيم عليه السلام: يا دنيا ما أهونك على الأبرار الذين تصنعتِ لهم وتزينتِ لهم، إني قد قذفت في قلوبهم بغضك والصدود عنك، ما خلقت خلقا أهون عليَّ منك، كل شأنك صغير، وإلى الفناء تصيرين، قضيت عليك يوم خلقتُ الخلق ألا تدومي لأحد، ولا يدوم لك أحد، وإن بخل بك صاحبك وشح عليك، طوبى للأبرار الذين أطلعوني من قلوبهم على الرضا، وأطلعوني من ضميرهم على الصدق والاستقامة، طوبى لهم، ما لهم عندي من الجزاء إذا وفدوا إلي من قبورهم إلا النور يسعى أمامهم، والملائكة حافون بهم حتى أبلغ بهم ما يرجون من رحمتي».

## طالع أيضًا
- الزبور
- عهد إبراهيم
- صحف موسى